# Olivgaffel

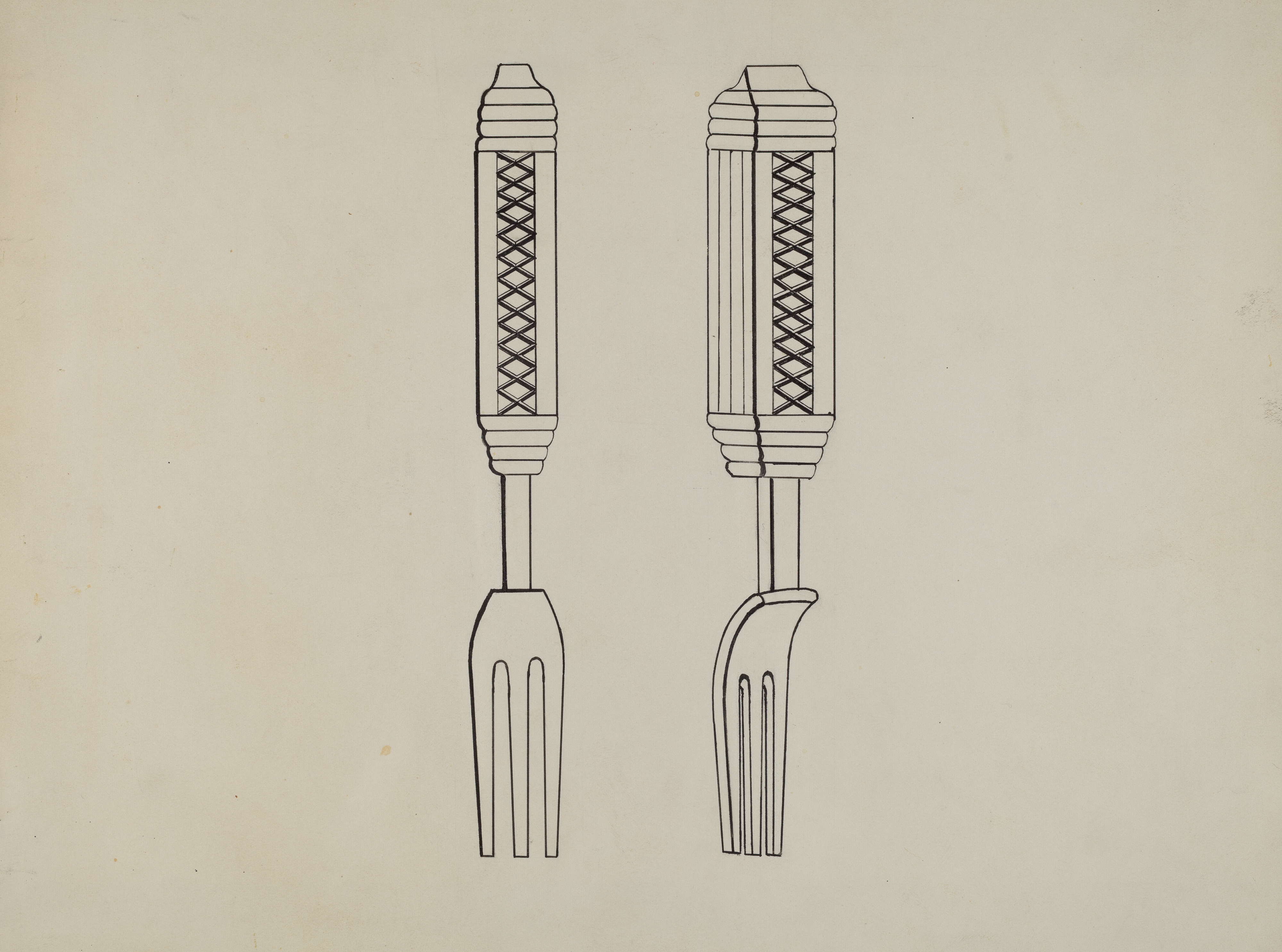
Olivgafflar

Olivgaffel är ett matbestick eller köksredskap, närmare bestämt en plockgaffel avsedd att hantera bland annat oliver och sardiner, men inte föras till munnen som en matgaffel. Gaffeln har två eller tre klor.
Det engelska ordet för olivgaffel, "pickle fork", har gett namn åt gaffelliknande verktyg och anordningar, även om dessa snarare liknar stämgafflar än olivgafflar:
- En delningsverktyg för att ta isär en spindelled eller annan kulled i fordon.[1] Detta verktyg har två långa skänklar, eller klor, som omsluter länkkulan i kulbulten och som hamras på för att få den ofta hårt sittande länkkulan att lossna från sitt skal.
- En patenterad anordning för att förstärka infästning av vingarna i ett flygplan och ge fästena en viss fjädring, vilken används på flygplan av modell Boeing 737 Next Generation.[2][3] En sådan "olivgaffel" har ett avrundat skaft som fästs mot en fjärdedel av flygplanskroppens insida och två spröt som fästs i en av vingarna nära vingfästet i flygplanskroppen.